# Berg im Attergau
Berg im Attergau – gmina w Austrii, w kraju związkowym Górna Austria, w powiecie Vöcklabruck. 1 stycznia 2015 liczyła 1013 mieszkańców.